# Bolotana
Bolotana – miejscowość i gmina we Włoszech, w regionie Sardynia, w prowincji Nuoro. Graniczy z Bonorva, Bortigali, Illorai, Lei, Macomer, Noragugume, Orani, Ottana i Silanus.
Według danych na rok 2019 gminę zamieszkiwało 2536 osób, 23 os./km².